# Sztéfanosz Kapíno
Sztéfanosz Kapíno (görögül: Στέφανος Καπίνο) (Pireusz, 1994. március 18. –) görög válogatott labdarúgó, a Miedź Legnica játékosa. Posztját tekintve kapus.

## Sikerei, díjai
Panathinaikósz
- Görög kupagyőztes (1): 2014

Olimbiakósz
- Görög bajnok (2): 2015–16, 2016–17

## Külső hivatkozások
- Sztéfanosz Kapíno adatlapja a national-football-teams.com honlapján (angolul)
- Sztéfanosz Kapíno adatlapja a transfermarkt.com honlapján (angolul)